# A magyar történetírás

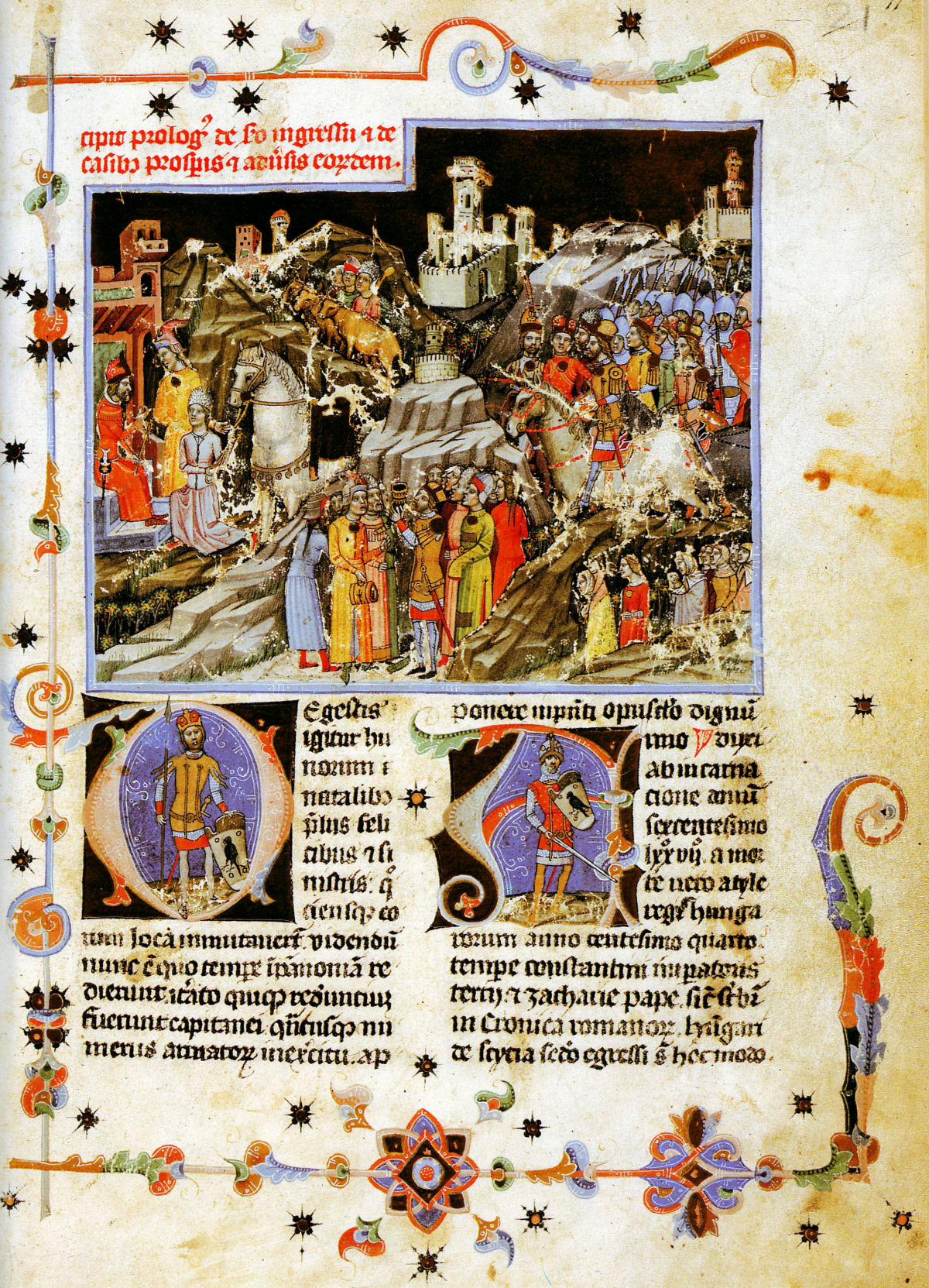
A Képes krónika egy díszes lapja

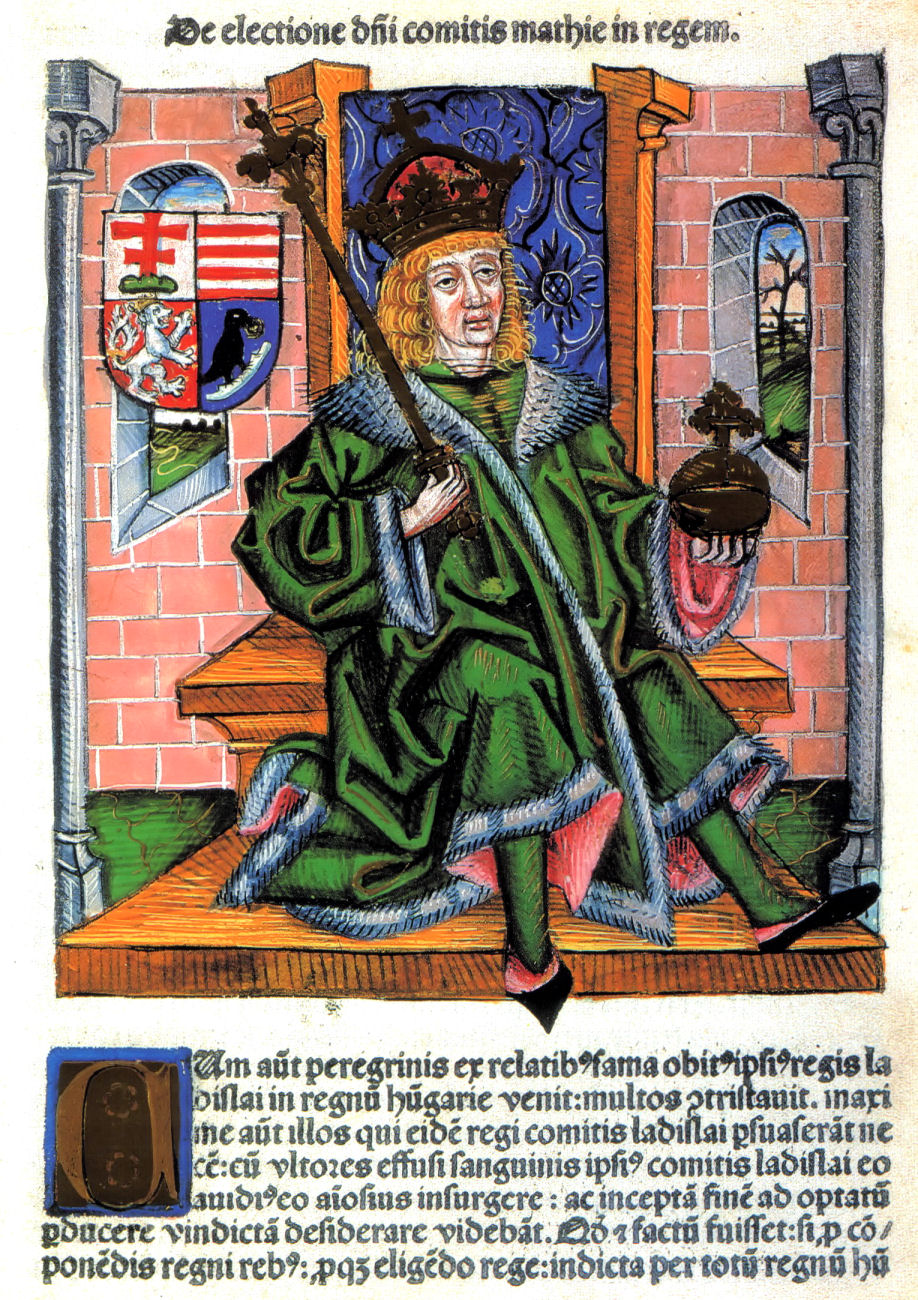
Mátyás király ábrázolása a Thuróczi-krónikában

A magyar történetírás története nagyjából az Árpád-ház koráig nyúlik vissza – jóllehet, az első magyar nyelvű történeti munkák csak évszázadokkal később keletkeztek.

## Középkor
A magyar történetírás első emlékei egybekapcsolódnak a magyar hagiográfia történetével: Szent István, Szent Imre, Szent Gellért, Szent László legendája egyúttal történeti emlék is. Ezek a művek még latin nyelven keletkeztek, de Szent Margit legendája már magyar nyelvű.
Ahogy a szentéletrajzokat, úgy az első tényleges krónikákat is egyházi emberek írták. A feltehetően legrégebbi krónika, a Szent László-korabeli (11. század vége) Gesta Hungarorum (írója talán Koppány püspök) nem maradt fenn, de erre vezethető vissza Anonymusnak, valószínűleg III. Béla király (ur. 1172–1196) névtelen jegyzőjének és Kun László (ur. 1272–1290) udvari papjának, Kézai Simonnak a krónikája, egyként Gesta Hungarorum néven.
Nagy Lajos király uralkodása alatt (ur. 1342–1382) keletkezett Kálti Márk székesfehérvári kanonok könyve, az úgynevezett Képes krónika, mely legjobban megőrizte a korai magyar mondákat. Ugyancsak Lajos kortársa és egyben titkára volt Küküllei János, aki a király tetteit jegyezte fel Chronicon de Ludovico rege című művében. Ezzel az első kortárs magyar történetírónak tekinthető.
Egy évszázaddal később Mátyás király (ur. 1458–1490) udvarában működött a Magyarország történetét Rerum Hungaricarum decades címen megíró Antonio Bonfini (1434–1502), Galeotto Marzio (1427–1497?) pedig a király mondásait jegyezte fel. Bár krónikája külföldön jelent meg (De egregie, sapienter et iocose dictis ac factis Mathiae regis), a korszak magyar történetírója volt Thuróczi János (~1435–1489?) is (Thuróczi-krónika).

### 16. század
Mint a korábbi irodalom, a 16. század művei is részben latin nyelven születtek még. Brodarics István (~1480–1539)  és Szerémi György (1490–1548) a Mohácsi vész korát örökítették meg. Oláh Miklós (1493–1568) esztergomi érsek történeti művei (Hungaria et Athila) földrajzi és művelődéstörténeti szempontból jelentős, Verancsics Antal (1504–1573) esztergomi érsek pedig nem rendszeres írást, hanem nagy mennyiségű összegyűjtött történeti anyagot hagyott hátra. Forgách Ferenc (~1530–1577) nagyváradi püspök saját korának történetét (Magyar historia), Istvánffy Miklós (1538–1615) 4 könyvre terjedő klasszikus munkájában (De rebus Ungaricis) az egész század históriáját dolgozta fel. Szamosközy István (1570–1612) oklevelek alapján írta meg a század végi Erdély történetét (Rerum Transylvanarum Pentades), ezzel ő tekinthető az első igazi történésznek. Az előbbi latin nyelvű írásokkal szemben Bencédi Székely István (1505–1565) immáron magyar nyelven írta meg világtörténetét (Krónika ez világnak jeles dolgairól), Heltai Gáspár (~1510–1574) pedig magyar történetét (Krónika az magyaroknak dolgairól).

### 17. század
A 17. századi történetírás művelői közül Pethő Gergely (~1570–1629) Rövid magyar kronikája az egész magyar történelmet, Szalárdi János (1601–1666) Siralmas krónikája csak a mohácsi vészt követő másfél századot dolgozza fel. Kemény János (1607–1662) élete végén erdélyi fejedelem Önéletírása, Pázmány Péter (1570–1637) és Bethlen Gábor (1580–1629) levelei, illetve Zrínyi Miklós (1620–1664) hadtani munkája (Tábori kis trakta) jelentős történeti forrásértékül bírnak a századra nézve.

### 18. század

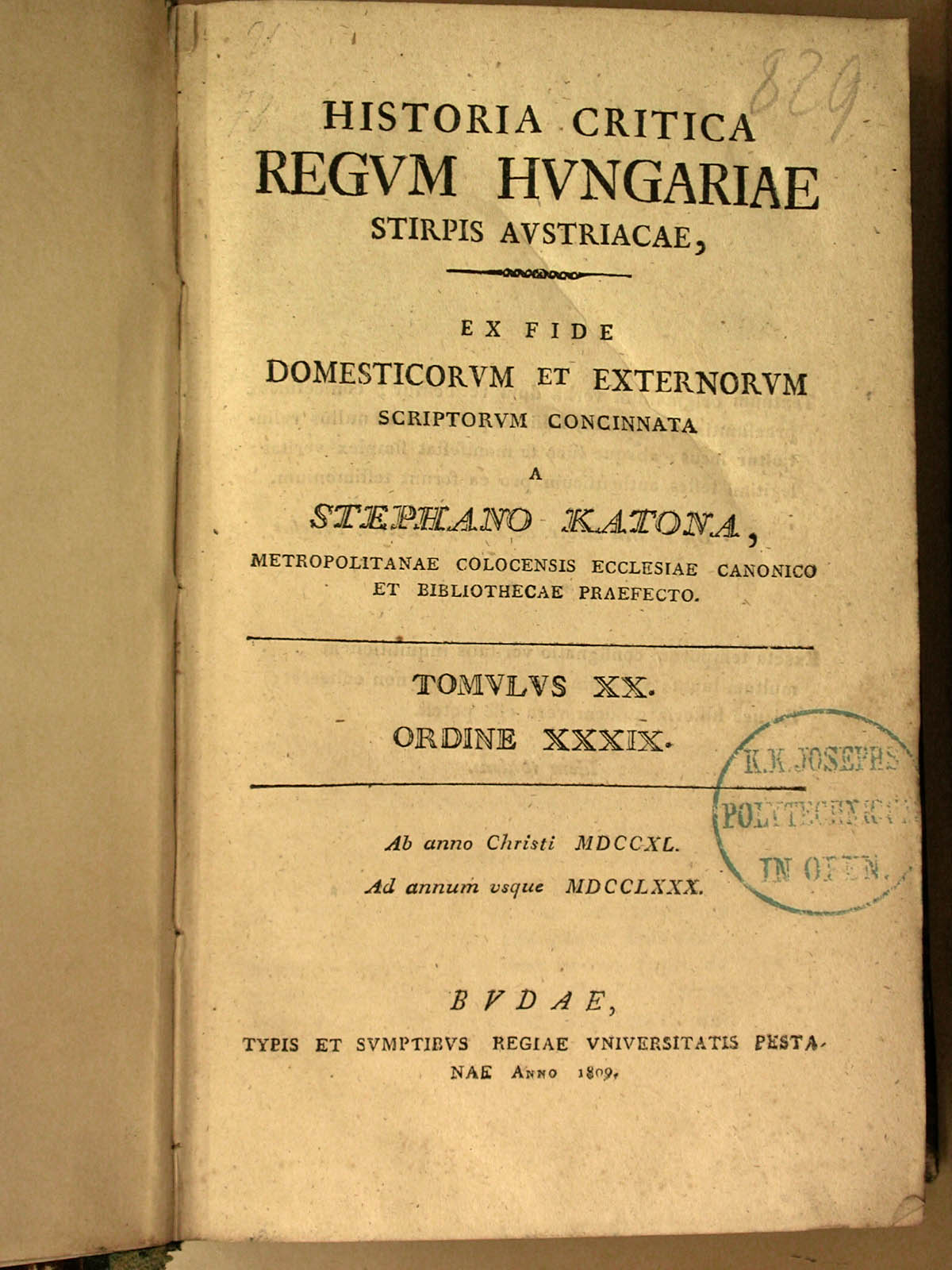
Katona István történeti műve egyik kötetének címlapja

Részben még a 17. századot dolgozta fel könyvében Cserei Mihály (1667–1756, Erdély históriája), Apor Péter (1677–1752) báró is a korabeli Erdély történetét világítja meg Metamorphosis Transylvaniae-jában. Nagyon értékesek II. Rákóczi Ferenc (1676–1735) francia nyelvű Emlékiratai, és latin nyelvű Vallomásai, ahogy történeti értékkel bír az egyébként szépirodalomhoz sorozható Mikes Kelemen (1690–1761) Levelei, és Károlyi Sándor (1669–1743) Önéletírása.
A század közepén Bél Mátyás (1684–1749) pozsonyi evangélikus lelkész és földrajztudós történeti jellegű műveket is alkotott. Pray György (1723–1801) jezsuita szerzetes Annaleseiben sok oklevél napvilágra hozása mellett ismét egy teljes magyar történetet adott ki. Jezsuita volt Katona István (1732–1811) is, aki latin nyelvű kolosszális történeti munkájában, a Historia critica regum Hungariae 43 (!) kötetében foglalja össze a magyarság történetét a kezdetektől a 19. század elejéig.

### 19. század

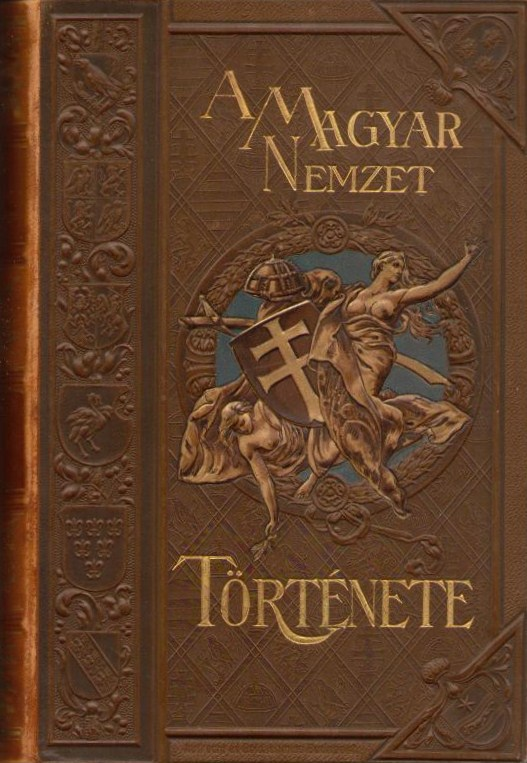
A Szilágyi-féle Magyar nemzet történetének elülső borítója

Az előző században kezdte működését Virág Benedek (1752?–1830), aki magyar nyelven írt történelmet (Magyar századok), Horvát István (1784–1846) pedig a hazafias-nemzeti irányzat egyik alapítójaként nevezetes (Rajzolatok a magyar nemzet legrégiebb történeteiből). A budapesti egyetem teológiai tanára, Fejér György (1766–1851) 40 kötetnyi régi magyar oklevelet adott ki Codex diplomaticus Hungariae ecclesiasticus ac civilis néven, Teleki József (1790–1855) a Hunyadiak korát foglalta össze (Hunyadiak kora Magyarországon). Horváth Mihály (1809–1878) háromszor, egyre bővítve írta meg a magyarság általános történetét (A magyarok története), de külön saját korát is feldolgozta (Magyarország függetlenségi harcának története 1848 és 1849-ben). Szalay László (1813–1864), Csengery Antal (1822–1880), Salamon Ferenc (1825–1892), és Pauler Gyula (1841–1903) is a 19. század neves történetírói, Szilágyi Sándor (1827–1899) pedig a 10 kötetes, díszes milleniumi Magyar nemzet történetének szerkesztője volt.
A korszakban változatlanul jelen voltak továbbra is az egyházi történetírók, így többek közt Fraknói Vilmos (1843–1924, Magyarország egyházi és diplomáciai összeköttetése a római Szentszékkel I–III.), Karácsonyi János (1858–1929) püspökök (Magyarország egyháztörténete főbb vonásaiban 970-től 1900-ig), és Pór Antal (1834–1911) kanonok neve említendő.

### 20. század
A 20. század első felében Domanovszky Sándor (1877–1955, Dubnici Krónika, A budai Krónika) és Erdélyi László Gyula (1868–1947, A tihanyi apátság története) bencés szerzetes az Árpádok korával, Lukinich Imre (1880–1950) Mátyás királlyal (Mátyás király emlékkönyv I-II.) és Moháccsal, Takáts Sándor (1860–1932) piarista szerzetes a török világgal foglalkozott (A budai basák magyar nyelvű levelezése: 1553-1589). Károlyi Árpád (1853–1940) és a premontrei szerzetes Kárpáthy-Kravjánszky Mór (1888–1940) a Habsburg uralom korszakának kérdéseit boncolgatták, ahogy a korszak neves zsidó származású asszimilálódott történetírói, így Angyal Dávid (1857–1943) és a világtörténelmi munkáiról is nevezetes Marczali Henrik (1856–1940) is. Márki Sándor (1853–1925) elsősorban a monográfiairodalmat művelte, többek közt II. Rákóczi Ferencről is komoly életrajzot összeállítva. Békefi Remig (1858–1924) cisztercita szerzetes a magyar iskolázás (Az iskolázás története Magyarországon 1000-1883-ig), Balanyi György (1886–1963) piarista szerzetes elsősorban egyház- művelődéstörténeti, Meszlényi Antal (1894–1984) kifejezetten egyháztörténeti témaköröket járt körül.
A Horthy-korszak legnagyobb történészi tekintélyei, Hóman Bálint (1885–1951) és Szekfű Gyula (1883–1955) a több kötetes Magyar történetben adtak ki újra általános összefoglalást.

## Néhány ismertebb magyar történeti munkamodern kiadásaidőrendben
- Árpád-kori legendák és intelmek (Szentek a magyar középkorból) I–II., Osiris Kiadó, Budapest, 1999
- Anonymus: A magyarok cselekedetei – Kézai Simon: A magyarok cselekedetei, Osiris Kiadó, Budapest, 1999, ISBN 963-379-680-6, 173 p
- Képes Krónika, Osiris Kiadó, Budapest, 2004, ISBN 963-379-785-3, 278 p
- Küküllei János: Lajos király krónikája – Névtelen: Geszta Lajos királyról, Osiris Kiadó, Budapest, 2000, ISBN 963-379-786-1, 119 p
- Petrus Ransanus: A magyarok történetének rövid foglalata, Osiris Kiadó, Budapest, 1999, ISBN 963-379-681-4, 213 p
- Galeotto Marzio, Thuróczi, Bordarics, Verancsics, Istvánffy, Forgách etc. IN: Humanista történetírók, Szépirodalmi Könyvkiadó, Budapest, 1977, ISBN 963-15-0913-3, 1195 p
- Antonio Bonfini: A magyar történelem tizedei, Balassi Kiadó, Budapest,  2005, ISBN 963-506-040-8, 1094 p
- Oláh Miklós: Hungária/Athila, Osiris Kiadó, Budapest, 2000, ISBN 963-379-916-3, 143 p
- Székely István: Krónika ez világnak jeles dolgairól, Akadémiai Kiadó, Budapest, 1960, 474 p
- Heltai Gáspár: Krónika az magyaroknak dolgairól, Magyar Helikon, Budapest, 1981, ISBN 963-207-840-3, 473 p
- Szamösközy István: Erdély története (1598-1599, 1603), Európa Könyvkiadó, Budapest, 1981, ISBN 963-07-2417-0, 550 p
- Szalárdi János IN: Magyar emlékírók 16-18. század, Szépirodalmi Könyvkiadó, Debrecen, 1982, ISBN 963-15-1603-2, 1000 p
- Cserei Mihály: Erdély históriája Európa Könyvkiadó, Budapest, 1983, ISBN 963-207-498-X, 593 p
- Rákóczi Ferenc: Emlékiratok, Szépirodalmi Könyvkiadó, Budapest, 1985, ISBN 963-15-2883-9, 373 p
- Virág Benedek: Magyar századok, Magvető Könyvkiadó, Budapest, 1983, ISBN 963-271-922-0, 466 p
- Szilágyi Sándor (szerk.): A magyar nemzet története, Kassák Kiadó, Budapest, 1995, ISBN 963-7765-74-3, 368 p (reprint kiadás)
- Marczali Henrik: Mária Terézia és kora – Magyarország története a Szatmári békétől a Bécsi Congressusig 1711–1815 (valójában a Magyar nemzet története VIII. kötete), Laude, Budapest, é. n., ISBN 9637830650, 610 p (reprint kiadás)
- Marczali Henrik: Mária Terézia 1717-1780, Terra Maecenas, Budapest, 1987, 332 p (reprint kiadás) [NEM azonos az előzővel!]
- Takáts Sándor: Művelődéstörténeti tanulmányok a XVI-XVII. századból, Gondolat Kiadó, Budapest, 1961, 419 p
- Hóman Bálint – Szekfű Gyula: Magyar történet I-V., Maecenas Kiadó, 1990 (reprint kiadás)

## Források

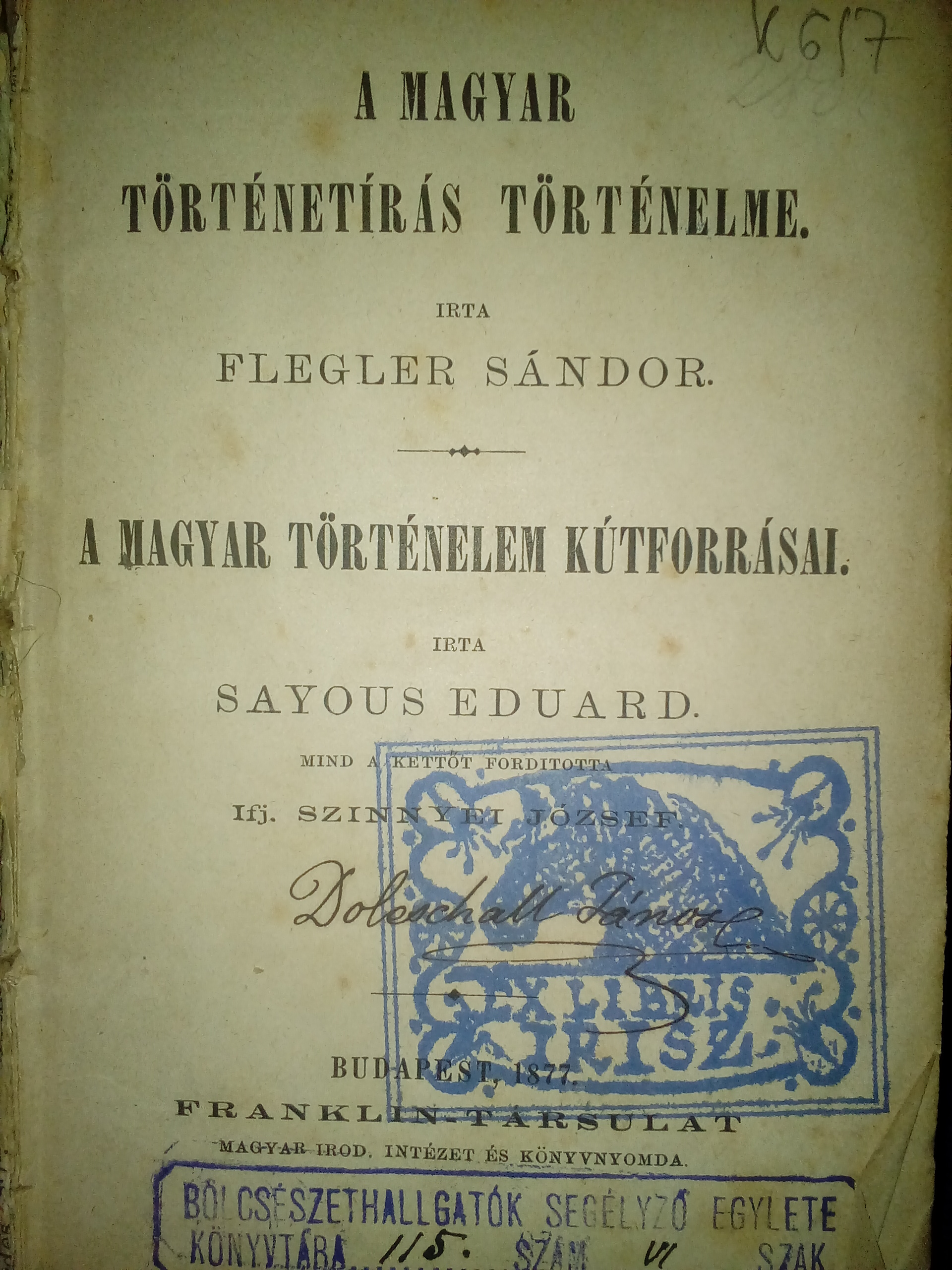
Fleger Sándorː A magyar történetírás történelme

## Bővebb irodalom (időrendben)
- Flegler Sándor: A magyar történetírás történelme – Sayous Eduard: A magyar történelem kútforrásai, Budapest, 1877
- Csengery Antal: Történetírók és a történetírás, Ráth Mór kiadása, Budapest, 1888
- Pick Miksa: Régi magyar történetírás. Budapest, 1888 Online
- Nógrády László: A magyarnyelvű történetírás 1820-ig, Stampfel Károly, Pozsony–Budapest, 1903
- Mérei Gyula: A magyar történetírás története 1945–1967, József Attila Tudományegyetem – Szegedi Orvostudományi Egyetem, Szeged, 1967 (különlenyomat az Ünnepi acta a nagy októberi szocialista forradalom 50. évfordulója alkalmából című műből)
- Bartoniek Emma: Fejezetek a XVI-XVII. századi magyarországi történetírás történetéből. Budapest: Magyar Tudományos Akadémia Könyvtára. 1975.   509. o. ISBN 963 7301 08 9
- (szerk.) Rottler Ferenc: A magyar polgári történetírás története I-II. Histográfiai szöveggyűjtemény, Tankönyvkiadó Vállalat, Budapest, 1977
- Gunst Péter: A magyar történetírás története, Csokonai Kiadó, Debrecen, 1995, ISBN 963-260-072-X (Csokonai História Könyvek)
- Szilágyi Ágnes Judit: Érdekes személyiségek, emlékezetes viták a magyar történetírásban. 27 történészportré, Palatinus Kiadó, Budapest, 2007, ISBN 978-963-9651-60-9
- Őze Sándor: Nemzettudat és historiográfia; Hamvas Intézet, Bp., 2009 (Sziget)
- Romsics Ignác: Clio bűvöletében. Magyar történetírás a 19–20. században – nemzetközi kitekintéssel; Osiris, Bp., 2011
- Miskolczy Ambrus: A múlt megszelídítése. Eszmetörténet és historiográfia határán; Gondolat, Bp., 2014
- Baráth Katalin: A történetírás terhe. A magyar historiográfia rendhagyó története; Kijárat, Bp., 2021 (Compass)
- Szabados György: Emlékezetes régiek – régiekről emlékezők. Történelmi és historiográfiai tanulmányok az Árpád-korról; Siklósi Gyula Várostörténeti Kutatóközpont, Székesfehérvár, 2021 (Regia civitas)